# The Trespasser (pel·lícula de 1929)
The Trespasser és una pel·lícula precodi dirigida per Edmund Goulding i protagonitzada per Gloria Swanson (en la seva primera pel·lícula sonora i per la que va ser nominada a l'Oscar a la millor actriu), Robert Ames, Purnell Pratt i Henry B. Walthall. La pel·lícula es va estrenar el 5 d’octubre del 1929 i tenia una versió muda i una de sonora.

## Argument
Marion Donnell, taquígrafa d'Hector Ferguson, advocat de Chicago, fuig amb Jack Merrick, descendent d'una família benestant. Durant la seva lluna de mel, el pare d'en Jack, que considera a Marion una caça-fortunes, el convenç d'anul·lar el matrimoni per tal de poder organitzar un casament adequat a la societat. Marion, enfurismada perquè no l'ha defensada davant del pare, l’abandona.
Més d'un any després, Marion ha tingut un fill, viu en un pis amb ell i ha tornat a la seva feina al despatx d'advocats. Com a conseqüència de les seves dificultats financeres pateix una crisi i acaba esdevenint una mantinguda del seu cap l'ajuda, que li proporciona un apartament de luxe, joies i criats. Quan Ferguson mor, llega a Marion mig milió de dòlars i la premsa de seguida en fa safareig elucubrant sobre qui és el pare del fill de marion. Per protegir el seu fill, Marion fa buscar a Jack, que s’ha casat amb Catherine "Flip" Carson, una noia que va quedar invàlida de resultes d'un accident de cotxe durant la lluna de mel. En retrobar-se s'enamoren de nou i Jack planeja abandonar la seva esposa. En assabentar-se que hi ha un hereu masculí de la primera dona del seu fill, el pare de Jack amenaça amb obtenir la custòdia del nen. La dona de Jack es presenta a casa de Marion s'ofereix a divorciar-se d'ell a causa de la seva invalidesa i perquè sap que Jack encara està enamorada d'ella.Aleshores Marion accepta lliurar el fill voluntàriament al matrimoni. Amb el temps, Flip mor i ell i la Marion es tornen a enamorar.

## Repartiment
- Gloria Swanson (Marion Donnell)
- Robert Ames (Jack Merrick)
- Purnell Pratt (Hector Ferguson)
- Henry B. Walthall (Fuller)
- Wally Albright (Jackie)
- William Holden (John Merrick Sr.)
- Blanche Friderici (Miss Potter)
- Kay Hammond (Catherine 'Flip' Merrick)
- Mary Forbes (Mrs. Ferguson)
- Marcelle Corday (Blanche)